# ボーイズ・ライク・ガールズ
ボーイズ・ライク・ガールズ (BOYS LIKE GIRLS) とは、アメリカ合衆国マサチューセッツ州ボストン出身のロックバンドである。
2006年に自身の名を冠したデビューアルバム「Boys Like Girls」でインディーズデビュー。50万枚以上を売り上げるヒットを記録する。2009年にリリースされた「Love Drunk」ではアシュレイ・ティスデイルと、「Two Is Better Than One」ではテイラー・スウィフトとの共演も果たしている。

## メンバー

### 現メンバー

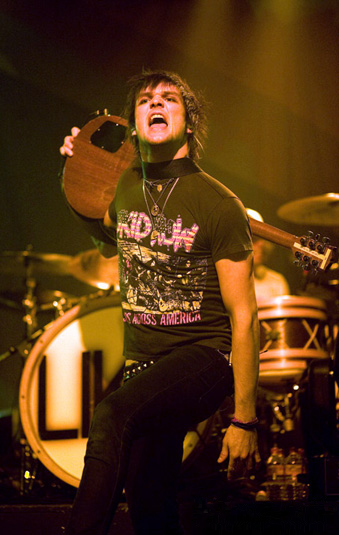
マーティン・ジョンソン

- マーティン・ベネット・ジョンソン / Martin Bennett Johnson (Vo＆Gt) [2005 - ]
- ジャメル・ホーク / Jamel Hawke (Gt) [2023 - ]
- グレゴリー・ジェームス / Gregory James (Ba) [2021 - ]
- ジョン・キーフ / John Keefe (Dr) [2005 - ]

### 旧メンバー
- ブライアン・フランシス・ドナヒュー / Bryan Francis Donahue (Ba) [2005-2011]

- ポール・チャールズ・ディジョヴァンニ / Paul Charles DiGiovanni (Gt) [2005-2022]

- モーガン・ドール / Morgan Dorr (Ba) [2011-2021]

## 略歴

### 結成-契約
2005年12月、かつて「The Drive/Fake ID」というバンドに所属していたマーティン・ジョンソンが、ブライアン・ドナヒューとジョン・キーフを誘い、最後にジョンがポール・ディジョヴァンニをバンドに連れてきた形でバンドが結成された。その後、すぐにロック専門サイトの"Purevolume"へ、デモ曲の「The Great Escape」と「Thunder(acoustic)」の2曲をアップロードしたが、そのずば抜けたメロディセンスに人気が殺到し、試聴回数が、レーベル未契約バンドの中で一位を獲得。その人気ぶりに目をつけた有名エンジニアの"Matt Galle"、"Matt Squire"ら二人に発掘され、大手メジャーのSony BMGと契約を結ぶことに成功する。

### デビューアルバム「Boys Like Girls」
その後、2006年2月に全米ツアーを行い、同年8月には自身の名を付けたデビューアルバム『Boys Like Girls』をリリース。全米ビルボードアルバムチャートにて最高55位を記録し、販売累計も58万枚を突破した。このアルバムからのセカンドシングル「The Great Escape」は、彼らの代表曲として今でも人気が高い。
2007年6月には、アメリカ最大のパンク・ロックの祭典「Vans Warped Tour 2007」に出場し、同年7月にはMTVが主催する「トータル・リクエスト・ライブ」でのリクエスト回数が第1位に輝く。
2008年12月に、インディアナ州にある中等学校（日本でいう5～8年生）にて、40分間のコンサートを行う。

### 「Love Drunk」
2009年8月に、「SUMMER SONIC 09」に出演。
そして、同年9月に2ndアルバム『Love Drunk』をリリース。一週間に44000枚を売り上げ、全米ビルボードアルバムチャートにて最高8位を記録する。このアルバムからのファーストシングル「Love Drunk」は、全米でプラチナムソングに輝くヒット曲となったが、一部の批評家から、ザ・キラーズの「Somebody Told Me」とコーラス部分が酷似している事が指摘され、話題となった。ちなみに、ミュージックビデオにはアシュレイ・ティスデイルが主役として出演している。続けて発表されたテイラー・スウィフトとのデュエット曲、「Two Is Better Than One」も全米シングルチャートで最高18位を記録し、プラチナムソングへ輝くヒットナンバーとなっている。

### ブライアンの脱退、3rdアルバム「Crazy World」
2011年に入り、しばらく無期限の活動休止状態だったが、同年11月、マーティンがTwitterにて「ボーイズ・ライク・ガールズは帰って来る」とツイートし、後に3rdアルバムの制作を開始したことを発表した。同時にベーシストのブライアンがバンドを脱退。ブライアンは自ら脱退を望んだわけではなく、自分に決定権なしでバンドを追い出されたと公表した。（音楽性の違い、ブライアンがサイドプロジェクトに入れ込みすぎた事が主な理由だが、詳しくは不明。）
新たにモーガンを加えたバンドは、2012年12月11日、満を持して3rdアルバム『Crazy World』をリリース。今作は、マーティンによるセルフ・プロデュース作品となっている。全米ビルボードアルバムチャートにて初登場134位を記録。セールス的には前作より大きく下回る結果になった。

### Boys Like Girls 10周年
2016年5月10日に公式Twitterが10周年を迎えたことを発表し、10周年記念ツアーをすることが決定された。
また、脱退したブライアンはTwitterでツアーには参加しないことをツイートしていた。

### 11年ぶりのリリース
2023年5月17日、5月19日にシングル『BLOOD AND SUGAR』を、秋に新たなアルバムをリリースすることを公式インスタグラムにて発表した。レーベルはFearless Records。6月23日にはシングル『LANGUAGE』を、7月28日にはシングル『THE OUTSIDE』をリリースした。10月20日にはこれらを収録した13曲入りのアルバム『SUNDAY AT FOXWOODS』をリリース。

## 特徴
圧倒的なメロディーセンスとマーティンの透き通るようなクリアーヴォイスを武器に、どこか甘酸っぱい青春サウンドを展開するポップソング系の曲が多い。また、1stアルバム「Boys Like Girls」は、いわゆる「エモ」からの影響が強く感じられたが、2ndアルバム「Love Drunk」では、よりポップでロック調な楽曲が増えている。

## ディスコグラフィー

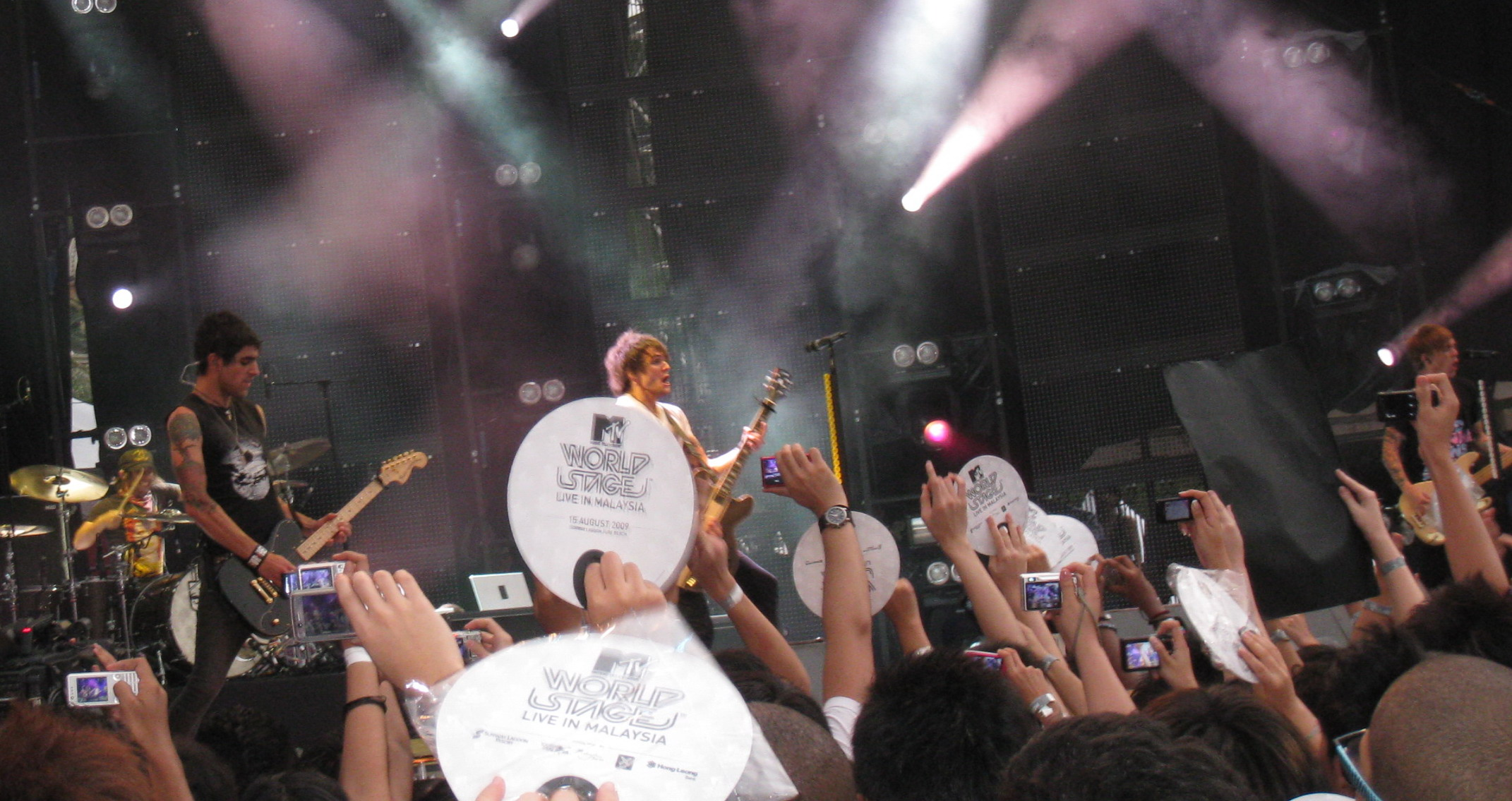
マレーシアでのライヴ。

### アルバム
| 発売日         | タイトル        | レーベル | 全米ビルボードアルバムチャート最高位 | ゴールド等認定    |
| 2006年8月22日  | Boys Like Girls | Sony BMG | 55位                                 | ゴールド(58万枚+) |
| 2009年9月8日   | Love Drunk      | Sony BMG | 8位                                  | —                 |
| 2012年12月11日 | Crazy World     | Sony BMG | 134位                                | —                 |

### シングル
| 発表年 | タイトル                 | 各チャート最高位 | 各チャート最高位 | 各チャート最高位 | 各チャート最高位 | 各チャート最高位 | 収録アルバム    |
| 発表年 | タイトル                 | U.S. Hot 100     | U.S. Pop 100     | U.S. Mod. Rock   | U.S. Main. Rock  | New Zealand      | 収録アルバム    |
| ------ | ------------------------ | ---------------- | ---------------- | ---------------- | ---------------- | ---------------- | --------------- |
| 2007年 | "Hero/Heroine"           | —                | —                | —                | —                | —                | Boys Like Girls |
| 2007年 | "The Great Escape"       | 23               | 9                | —                | —                | 36               | Boys Like Girls |
| 2007年 | "Hero/Heroine(再発売)"   | 43               | 7                | —                | —                | —                | Boys Like Girls |
| 2008年 | "Thunder"                | 76               | 32               | —                | —                | —                | Boys Like Girls |
| 2009年 | "Love Drunk"             | 22               | 12               | —                | 32               | 33               | Love Drunk      |
| 2009年 | "Two Is Better Than One" | 18               | —                | —                | —                | —                | Love Drunk      |
| 2010年 | "Heart Heart Heartbreak" | —                | 31               | —                | —                | —                | Love Drunk      |
| 2012年 | "Be Your Everything"     | —                | 43               | —                | —                | —                | Crazy World     |

### DVD
- Read Between the Lines  (2008年11月4日)